# لانزدیل بالایی
لانزدیل بالایی (انگلیسی: Upper Lonsdale) یک منطقه حومه شهر در شهر نورث ونکوور و منطقه نورث ونکوور است. این منطقه از شمال بزرگراه شماره یک بریتیش کلمبیا (در حوالی خیابان ۲۴) تا تقاطع لانزدیل و راکلند (جایی که خیابان لانزدیل به پایان می‌رسد) کشیده شده‌است. ۵ بلوک اول خیابان لانزدیل (از خیابان ۲۵ تا خیابان ۲۹) بخشی از شهر نورث ونکوور است، در حالی که بلوک‌های باقی مانده (خیابان ۲۹ تا راکلند) متعلق به منطقه نورث ونکوور است. لانزدیل بالایی قسمت مسکونی تر خیابان لانزدیل است، اگرچه دارای چند بلوک فروشگاه و خدمات نیز هست (همه از خیابان ۲۹ تا کینگز رود - فقط دو بلوک). قله خیابان لانزدیل (جایی که به راکلند می‌رسد) در ارتفاع ۸۵۰ فوتی از سطح دریا قرار دارد، در حالی که لانزدیل پایینی (فقط ۵ دقیقه رانندگی به سمت جنوب) در برخی نقاط در سطح دریا قرار دارد. خط اتوبوس ۲۳۰ که مابین لانزدیل بالایی و اسکله لانزدیل حرکت می‌کند به این منطقه تا انتهای خیابان لانزدیل، قبل از رفتن به خیابان راکلند، خدمات رفت و آمد ارائه می‌دهد. نام این منطقه از نام آرتور هیوارد لانزدیل (۱۸۳۵ – ۱۸۹۷) ورزشکار  روئینگ (ورزش) و مالک زمین منشأ گرفته‌است.